# Kohleria tubiflora
Kohleria tubiflora là một loài thực vật có hoa trong họ Tai voi. Loài này được (Cav.) Hanst. mô tả khoa học đầu tiên năm 1865.